# Christophe Sturzenegger
Pour les articles homonymes, voir Sturzenegger.
Christophe Sturzenegger (né le 19 mai 1976 à Genève) est un pianiste, corniste et compositeur suisse.

## Biographie
Diplômé du Conservatoire de musique de Genève et de Neuchâtel (Premier Prix de piano, de cor, d'harmonie et de solfège), il a étudié avec des professeurs comme Bruno Schneider, Marc Pantillon, Elisabeth Athanassova et suivi les master-class de Raul Diaz, Maurice Bourgue, György Sebök ou Paul Badura-Skoda, notamment.
Comme corniste, il a été cor solo de l'Orchestre suisse des jeunes (SJSO) et membre du Gustav Mahler Orchestra, il intègre en 1999 l´Orchestre de l'Opéra de Zurich (dans le cadre de l'Académie), avant de devenir cor grave à l'Orchestre symphonique de Saint-Gall et enfin "wechselhorn" à l'Orchestre symphonique de Bâle en 2000. Il a dès lors l'occasion de jouer sous la baguette des plus grands chefs d'orchestre (Abbado, Bertini, Fedoseyev, Marriner, Levine, Ashkenazy, etc.) et de se produire dans des festivals de toute l'Europe et du Japon.
En 2003, il décide de quitter l'orchestre pour mener une carrière de freelance et de chambriste (tant avec le piano qu'avec le cor), mais continue de collaborer  régulièrement avec l'Orchestre de la Suisse romande, l'Orchestre de chambre de Lausanne, l'Orchestre de chambre de Neuchâtel et de nombreux autres ensembles.
En musique de chambre, il est membre fondateur du Duo Sforzando avec sa femme, la pianiste d'Aix-en-Provence, Julie Fortier et du Geneva Brass. Il a également fait partie du trio Fortunate et de la Camerata Variabile de Bâle.
Les tournées avec ces ensembles l'ont emmené en Chine, à Hong-Kong, en Afrique du Sud, au Mexique (Cervantino), en Colombie, à Dubaï, à Oman, etc.
Lauréat de nombreux concours et prix (Cnem, Wittaker, Web Concert Hall, Migros, Association suisse des musiciens, Friedl Wald), il se produit aussi en récital et en soliste avec orchestre (Orchestre symphonique genevois, Arcus-Caeli, Sinfonietta, Orchestre de chambre de Carouge, ...) sous la direction de chefs tels qu´Emmanuel Krivine ou Kissoczy. Enfin, il apparaît souvent à la radio, dans diverses émissions et concerts. Sur le plan discographique, il a sorti, en 2004, son premier CD "Sturzenegger compositeurs et interprètes" sous le label Vde-Gallo (Lausanne). En tant que corniste d'orchestre, on peut aussi l'entendre dans le premier concerto de Chopin (Lausanne-Zacharias), les symphonies de Robert Schumann (Basel-Venzago) ou encore la 8e symphonie de Gustav Mahler (Basel-Griffiths).
En tant que compositeur, il a plus de 25 pièces dans son catalogue, dont plusieurs commandes. Ses pièces sont éditées chez Woodbrass-music à Fribourg et Klarthe en France.
De nombreuses commandes lui ont été adressées. On citera le Concours suisse des Jeunes, le festival de cor d'Avignon, l'ensemble Rossignol (membre de l'Orchestre de la Suisse romande), l'Ensemble Symphonique de Neuchâtel, l'Ensemble Régional de Normandie, le chœur La Psallette, et différents solistes. Sa pièce "La Reine des Neiges" a attiré des dizaines de milliers de spectateurs en Suisse et en France (99 représentations).